# Deutsches Theater
Il Deutsches Theater è uno dei teatri più famosi di Berlino.

## Storia
La struttura venne costruita in Schumannstraße nel 1850 per volere di Federico Guglielmo IV di Prussia, e a lui dedicata con il nome di Friedrich-Wilhelm-Städtisches Theater. Vi si svolgevano prettamente operette ed opere liriche. Solo nel 1883 il Deutsches Theater venne fondato come ente teatrale per volontà di Friedrich Haase e di un nutrito gruppo di attori, tra i quali Louise Dumont.
Fu diretto dal celebre regista Otto Brahm dal 1894 al 1904. Dal 1905 fino al 1933 la direzione artistica venne affidata a Max Reinhardt che vi allestì numerosi spettacoli per la sua regia. Dedito alla prosa, il teatro è andato viepiù specializzandosi nel Kammerspiel e nel teatro contemporaneo, distinguendosi nelle produzioni europee per l'alta qualità dei prodotti artistici.
Nel 1990 fu tra i teatri fondatori dell'Unione dei Teatri d'Europa.

### Testi di approfondimento
- (DE) Peter Flierl e Gottfried Hein, Hundertjähriges Theater rekonstruiert, in Farbe und Raum, anno 38, n. 4, aprile 1984,  pp. 102-105.
- (DE) Peter Flierl e Gottfried Hein, Die Rekonstruktion des Deutschen Theaters und der Kammerspiele, in Architektur der DDR, anno 34, n. 7, Berlino (Est), VEB Verlag für Bauwesen, luglio 1985,  pp. 405-411, ISSN 0323-3413 (WC · ACNP).
- (DE) 100 Jahre Deutsches Theater 1883–1983, Berlino (Est), 1983.
- (DE) Aufbauleitung Sondervorhaben Berlin (a cura di), Deutsches Theater und Kammerspiele. Rekonstruktion und Wiederaufbau anläßlich des 100jährigen Bestehens des Deutschen Theaters Berlin, Hauptstadt der Deutschen Demokratischen Republik, 1981–1983, Berlino (Est), 1983.
- (DE) Adalbert Behr, Bauen in Berlin 1973 bis 1987, a cura di Ehrhardt Gißke, Lipsia, Koehler & Amelang, 1987,  pp. 177-179, ISBN 3-7338-0040-0.